# Rosa Agnese Bruni
Rosa Agnese Bruni in Cheli, nota anche con lo pseudonimo di Galatea Beleminia (Orvieto, 1650? – 1720?), è stata una pittrice, poetessa e letterata italiana.

## Biografia

### Gli esordi e la carriera pittorica
Rosa Agnese Bruni nacque a Orvieto ma abitò a lungo a casa Albicini a Forlì. Questo fatto indusse alcune fonti a crederla forlivese.Giovanni Battista Febei la descrive «donna eccellente in raccamare, disegnare e comporre in poesia, avendo composto in età giovanile.»
Come pittrice fiorì nel 1705. Fu allieva di Carlo Cignani, probabilmente alla scuola aperta che il pittore tenne nel periodo in cui lavorava alla cupola della Cappella della Madonna del Fuoco nel Duomo di Forlì. Secondo la storica dell'arte Babette Bohn non vi erano altri artisti nella sua famiglia, cosa insolita per una donna pronta a intraprendere la carriera artistica alla sua epoca.
Per la scarsità delle fonti non sono documentati suoi dipinti.

### Galatea Beleminia poetessa dell'Arcadia
Alla fine dei lavori in Duomo, nel 1706, Rosa Agnese Bruni dedicò al suo maestro due sonetti, trascritti da Marcello Oretti che la definì «virtuosa». Tali sonetti vennero in seguito pubblicati in una raccolta a cura dell'Accademia dei Filergiti, di cui Bruni era membro.
Come letterata e autrice di svariati componimenti poetici, fiorì intorno al 1695.. Fu una delle prime donne ad essere ammessa all'Accademia dell'Arcadia di Roma, probabilmente per l'intercessione dell'avvocato concistoriale ed erudito Carlo Cartari, che nel 1691 era rimasto talmente colpito dalle composizioni inedite de Il teatro poetico della Bruni da ricopiarne a mano le duecento pagine per conservarle.
Alcune sue Rime furono stampate nel 1693 a Ronciglione.
Sotto lo pseudonimo di Galatea Beleminia scrisse un'ode per la vittoria dell'Esercito imperiale capitanato da Eugenio di Savoia alla Battaglia di Zenta del 1697, recitata alla "Ragunanza VI generale nel Bosco Parrasio" del settembre 1698. Per la nascita del primogenito del Duca di Savoia compose sette Rime, destinate alla lettura in pubblico durante la «Ragunanza dei Pastori Arcadi» a Roma. 
Ammirò la poetessa Virginia Bazzani Cavazzoni a cui dedicò un Sogno poetico.
Figura tra gli autori, come unica donna, dei componimenti pubblicati nella seicentina bolognese per le nozze Pietramellara – Legnani del 1699.
Gio. Battista Febei segnala inoltre tra le sue opere I Fiori di Pindo «che sono comedie», una decina di Oratori sacri, «un suo bel Sonetto nella raccolta delle donne d'ogni secolo di Luisa Bargalli veneziana», nonché un'opera nella raccolta di poesie per la morte di Antonia Maria Anguisciola Carrara o ancora il sonetto O genti, o voi che le create cose dedicato alla nascita della Vergine inserito nella raccolta di Poesie italiane di rimatrici viventi raccolte da Teleste Ciparissiano del 1716, in ottavo.
Rosa Agnese Bruni si scrisse alcune lettere con il poeta e custode generale dell'Arcadia Giovanni Mario Crescimbeni, in parte conservate all'Archivio storico dell'Accademia. Altra corrispondenza si trova, ad esempio, nell'archivio privato Bevilacqua Ariosti, conservato presso Palazzo Bevilacqua a Bologna.

### Una possibile omonimia e controversie sulle date
Per Babette Bohn, data l'incertezza delle date, non è chiaro se possa trattarsi della quasi omonima Rosalba Risacck Bruni, riconosciuta membro onorario dell'Accademia Clementina il 16 ottobre 1763 e indicata come «valente disegnatrice e ricamatrice».
Intrattengono la confusione sia quanto riportato nella scheda biografica dell'artista da Gio. Battista Febei, che nel 1751 la segnalerebbe come «ancor vivente» ma «in età molto avanzata», che la scheda curata dal "Centro di documentazione sulla storia delle donne artiste" bolognese, che all'opposto suggerisce che la poetessa sarebbe morta prima del 1716, data di pubblicazione del sonetto O genti, o voi che le create cose, mentre la maggior parte delle fonti segnala che Rosa Agnese Bruni Cheli morì nel 1720.
Lo pseudonimo di Galatea Beleminia è stato ripreso nel 2021 da Frances Muecke, tra i soci attuali dell'Arcadia.

## Riconoscimenti e affiliazioni
- membro dell'Accademia dei Filergiti[8]
- membro dell'Accademia dell'Arcadia[3]

## Opere
Tra le opere di Rosa Agnese Bruni Cheli si ricordano:
- Rosa Agnese Bruni Cheli, Dalle poesie dell'Antolgietta, in Rime d'alcuni illustri autori viventi aggiunte alla Scelta d'Agostino Gobbi, Scelta di sonetti e canzoni de' piu eccellenti rimatori d'ogni secolo, IV, IV, con nuova aggiunta, Venezia, Lorenzo Baseggio, 1739,  p. 767.
- Rosa Agnese Bruni Cheli, Rime, in Pietro Paolo Carrara (a cura di), Poesie di diversi nobili, ed eccellenti uomini fatte per la morte di donna Antonia Maria Anguissola Carrara, Pesaro, Niccole Gavelli, 1732.
- Rosa Agnese Bruni Cheli, Sonetto, in Luisa Bergalli Gozzi (a cura di), Componimenti poetici delle più illustri rimatrici d'ogni secolo, II, Venezia, Antonio Mora, 1726,  p. 267.
- Rosa Agnese Bruni Cheli, Rime, a cura di Teleste Ciparissiano, collana Poesie italiane di rimatrici viventi raccolte da Teleste Ciparissiano pastore arcade, Venezia, Sebastiano Coleti, 1716.
- Rosa Agnese Bruni Cheli, L'Alessandro: drama per musica, 1700. (manoscritto)
- Rosa Agnese Bruni Cheli, Sogno poetico in lode di Virginia Bazzani Cavazzoni, in Gl'inganni dell'ozio, poesie di Virginia Bazzani Cavazzoni accademica gelata, Venezia, Andrea Poletti, 1701.
- Rosa Agnese Bruni Cheli, I fiori di Pindo, Ronciglione, 1695.
- Rosa Agnese Bruni Cheli, Teatro poetico, 1690 ca.. (quaranta composizioni inedite in ottava rima, trascritte da Carlo Cantari nel 1691 dall'originale)
- Rosa Agnese Bruni Cheli, Si loda la Fronte di bella Ninfa[25]